# Paul Baum

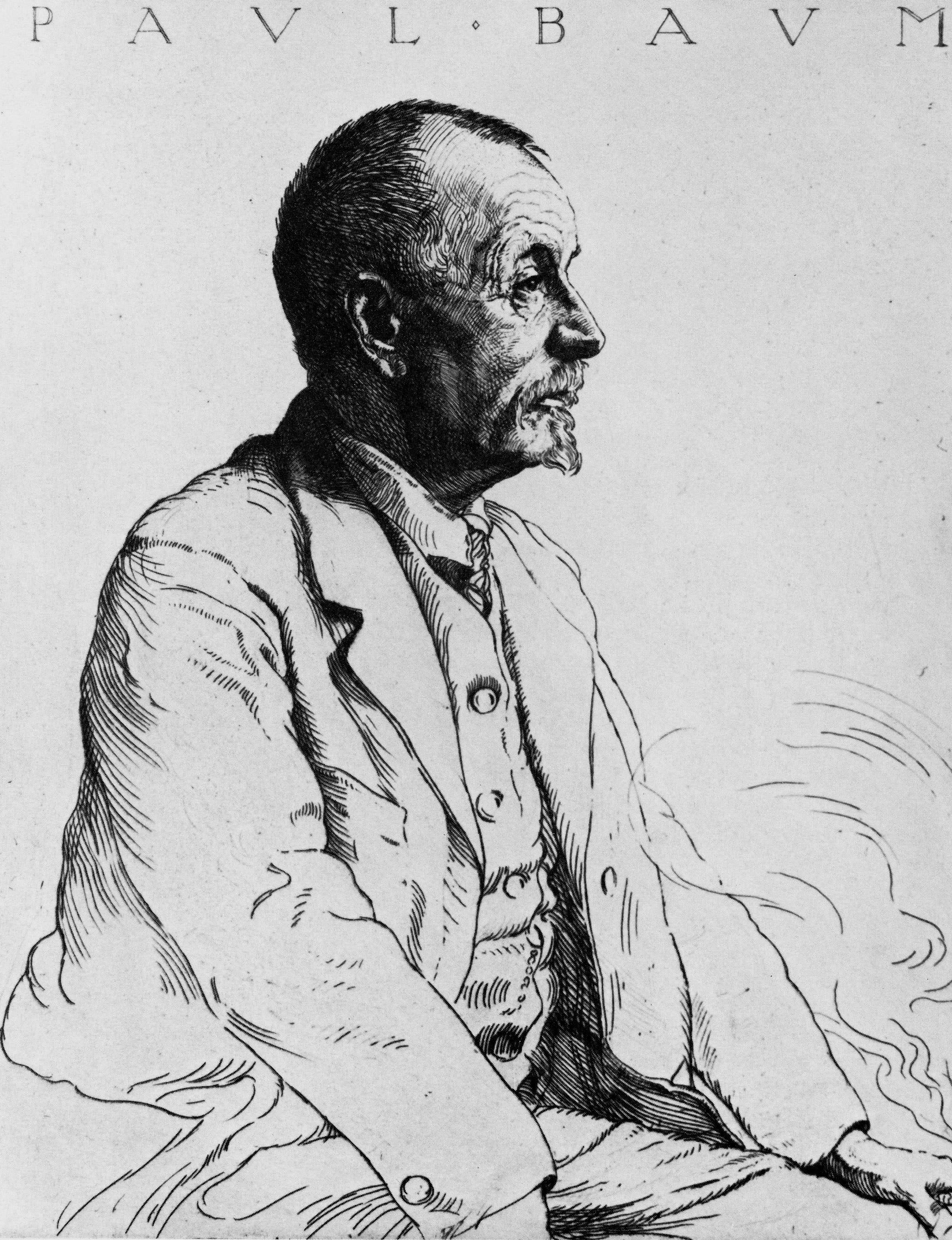
Paul Baum, grabado de Hermann Kätelhön

Paul Baum (nacido el 22 de septiembre de 1859 en Meißen; muerto el 15 de mayo de 1932 en San Gimignano, Italia) fue un pintor, dibujante y grabador impresionista alemán. Su estilo de pintura se desarrolló desde el estilo de la Escuela de Barbizon pasando por el impresionismo hasta el puntillismo, del cual fue uno de los pocos representantes en Alemania. También trabajó como profesor en varias escuelas de arte y es particularmente conocido por sus representaciones de paisajes en Flandes y los Países Bajos.

## Vida

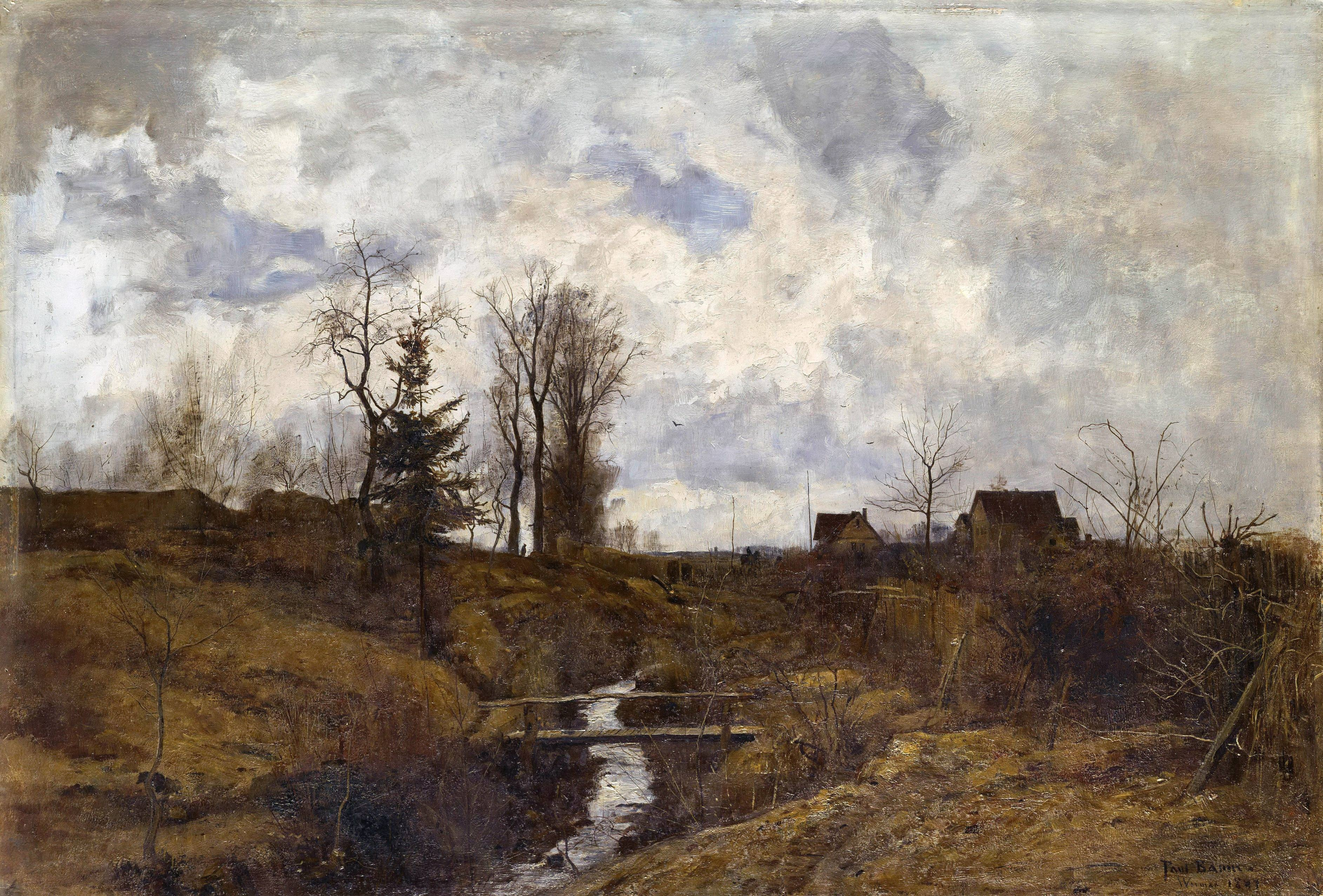
Weimar - Después de la lluvia (1883)

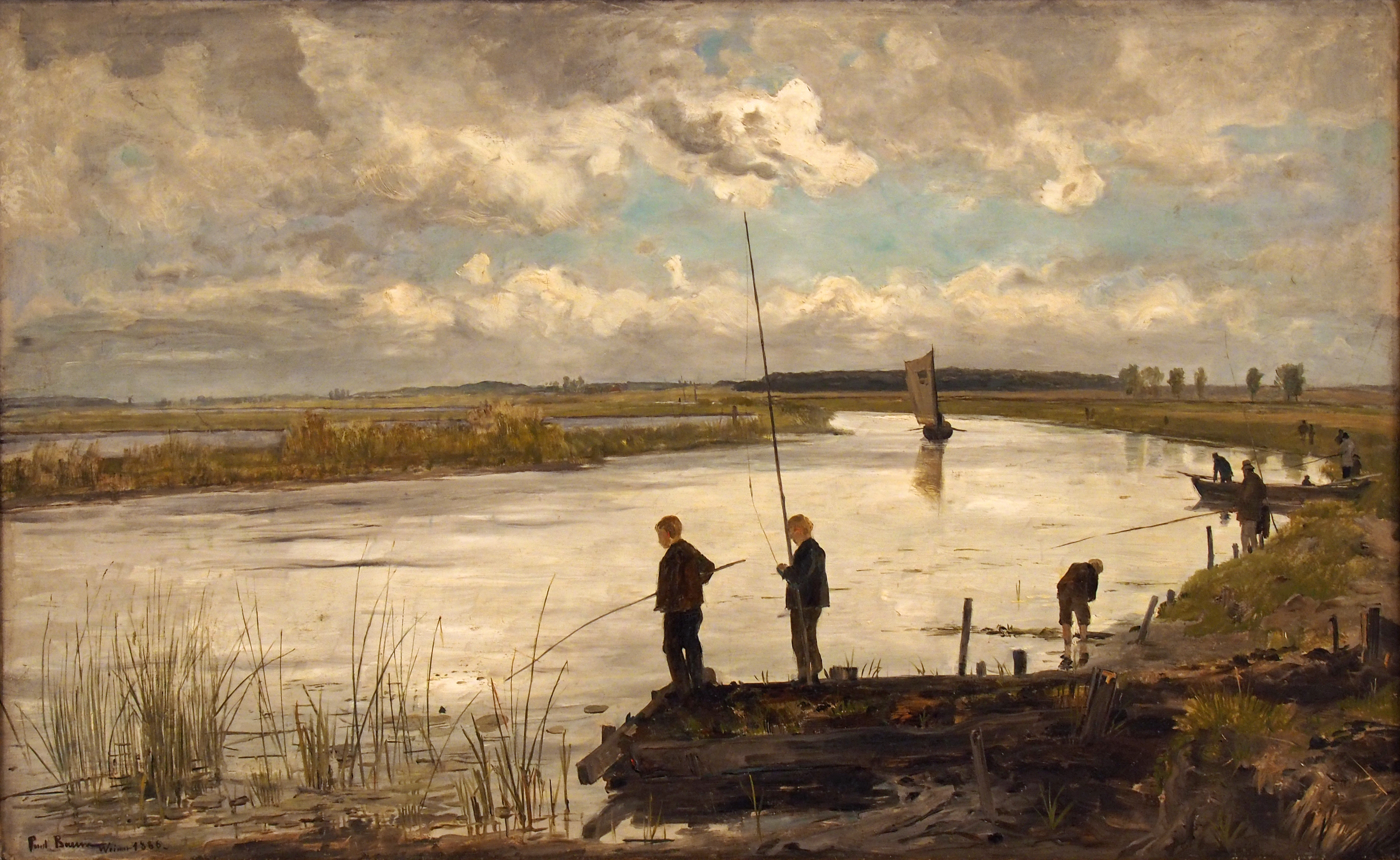
Pescadores en el Warnow (1886)

Paul Baum, que creció en Meissen, inicialmente comenzó a formarse como pintor de flores en la Real Fábrica de Porcelana de su ciudad natal. En 1877 decidió estudiar pintura con Friedrich Preller en la Academia de Arte de Dresde. Sin embargo, solo un año después, se cambió a la escuela de arte de Weimar, donde estudió con Theodor Hagen hasta 1887. Durante sus estudios, Baum viajó no solo a Mecklenburg y Hamburgo, sino también a los Países Bajos y Flandes. En 1888, Paul Baum se quedó temporalmente en Allach, cerca de Múnich, donde se unió a la colonia de artistas de Dachau y se hizo amigo de los pintores Max Arthur Stremel y Carl Bantzer, que también procedían de la Alemania Central. Durante un viaje conjunto a París con Max Arthur Stremel en marzo de 1890, Baum conoció las obras de los impresionistas Claude Monet, Camille Pissarro y Alfred Sisley. Baum luego dejó Dachau y se instaló en Knokke, Bélgica, durante cuatro años. Allí conoció a Camille Pissarro y al pintor puntillista belga Théo van Rysselberghe en 1894. En el mismo año, Baum fue a Dresde, donde se convirtió en miembro de la Secesión de Dresde. Sin embargo, dejó Dresde nuevamente en 1895 y se instaló en Sint Anna ter Muiden, cerca de Sluis, en el sur de los Países Bajos, donde vivió hasta 1908. Esta estancia se vio interrumpida por numerosos viajes a Berlín, el sur de Francia, Italia y Turquía. En Sluis conoció a Ernst Oppler, que también trabajaba allí como pintor impresionista al aire libre.
En Berlín, Baum se convirtió en miembro de la Secesión local en 1902. En 1909 se convirtió en miembro de la Neue Künstlervereinigung Munich (NKVM), en cuya primera exposición participó. En el mismo año, Baum recibió el Premio Villa Romana, que incluía una estancia de un año en Roma. Después Baum viajó a la Toscana, donde permaneció durante cuatro años. Allí residió en San Gimignano y Florencia. Después del estallido de la guerra en 1914, Baum regresó a Alemania y se convirtió en profesor en la Academia de Arte de Dresde. En 1915, Baum vivió temporalmente en la colonia de pintores de Willingshausen y luego se fue a Neustadt, cerca de Marburg. Después de que el amigo de Baum, Carl Bantzer, fuera nombrado profesor en la Academia de Arte de Kassel en 1918, Baum lo siguió como profesor de pintura de paisajes. En 1921, Baum compró una casa en Marburg, que se convertiría a partir de entonces en su residencia permanente. Sin embargo, a partir de 1924 permaneció principalmente en San Gimignano en Toscana, donde murió de neumonía en 1932. Los honores que recibió en la vejez incluyeron un doctorado honorario de la Universidad Philipps de Marburg en 1927 y miembro honorario del senado académico de la Academia de Arte de Dresde en 1929. Paul Baum fue miembro de la Deutscher Künstlerbund.

## Obra
Paul Baum es considerado como un representante del impresionismo alemán, de los impresionistas franceses adoptó los colores más claros y una pincelada menuda en sus obras. Animado por su encuentro con Théo van Rysselberghe, pintó a partir de 1900 al estilo del puntillismo (“pintura de puntos”), una variante del neoimpresionismo francés. Él y Curt Herrmann son considerados los únicos artistas importantes de este estilo en Alemania.

Las obras más conocidas de Paul Baum incluyen pinturas de paisajes con motivos de Flandes y los Países Bajos. Son características sus representaciones de los paisajes de los pólderes con canales y juncales, que pintaba con el pincel en forma de puntos y minuciosamente. Además de las pinturas al óleo, su obra también incluye numerosos dibujos, así como aguafuertes, litografías en color y acuarelas.

Werke im Stil des französischen Pointillismus
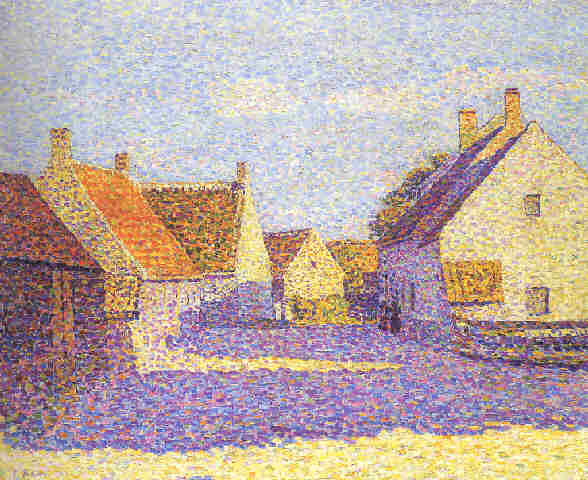
Calle de pueblo densamente urbanizada en Holanda, bajo el sol de la tarde (1899 - 1905)
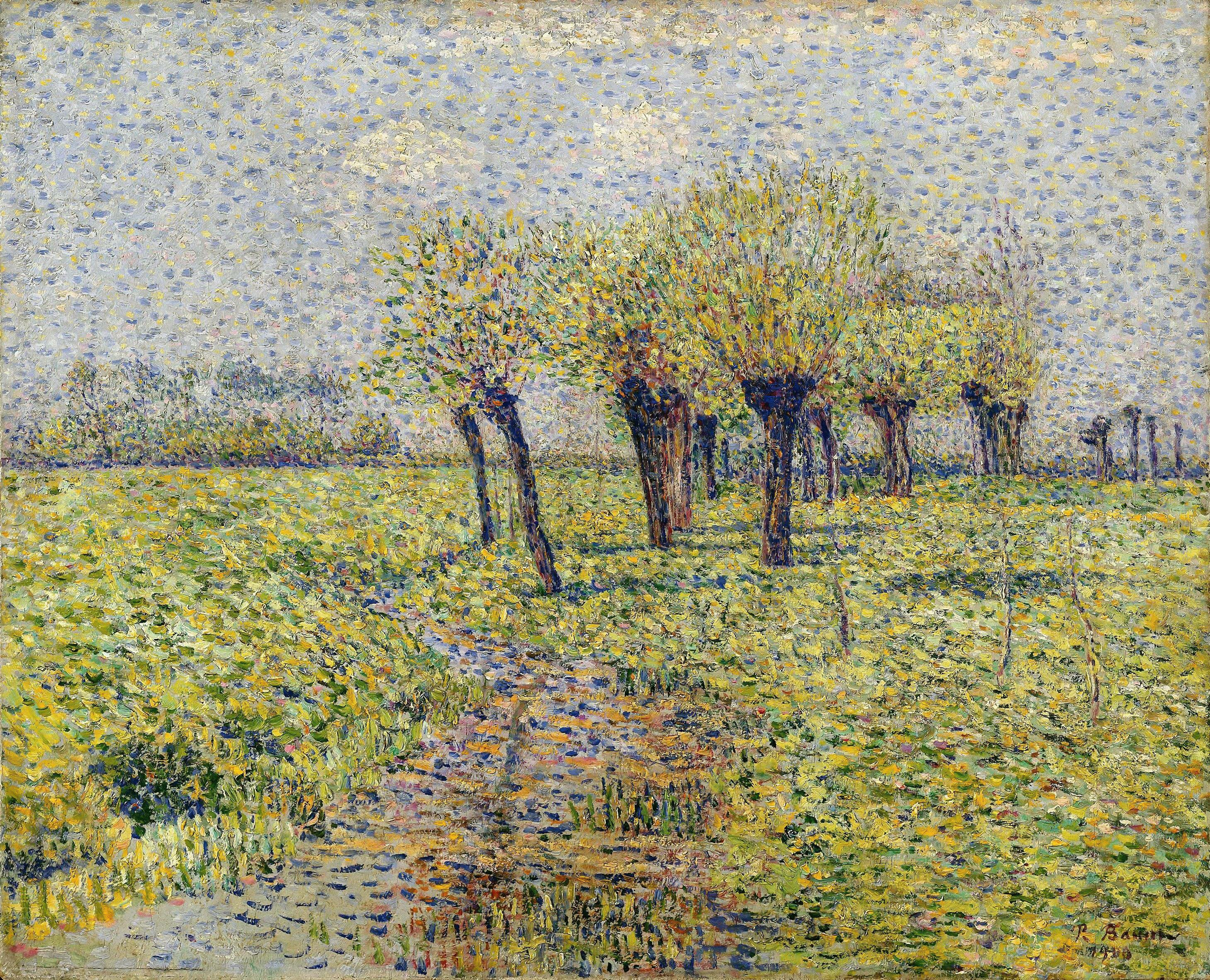
Sint Anna ter Muiden, sauces junto al arroyo (1900)
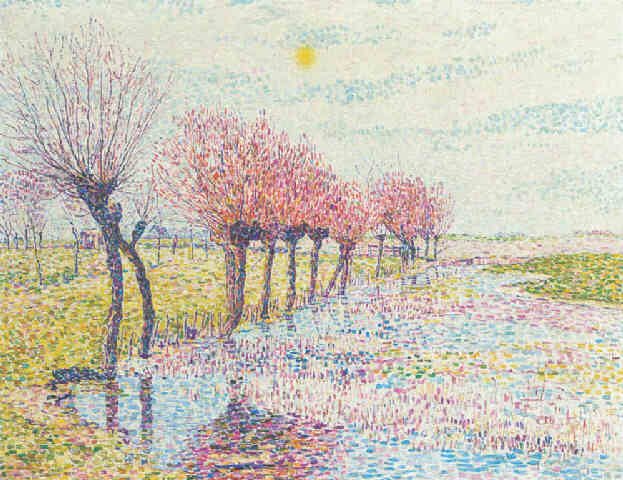
Primavera (1904)
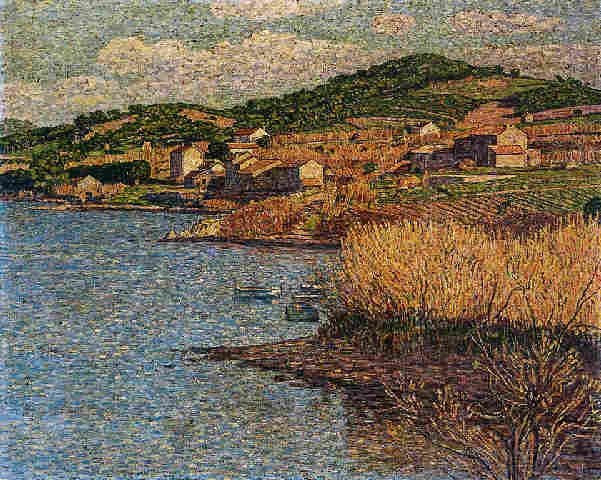
Paisaje cerca de Hyères (1909)

## Selección de obras
- Después de la lluvia, 1883, Galería Nacional, Berlín
- Primavera temprana cerca de Nieder-Grunstedt, 1883, Museo del Castillo, Weimar
- Soy Asbach antes de Weimar, 1885, Museo de la ciudad, Bautzen
- Paisaje invernal en el Ilm, 1885, Museo de la ciudad, Erfurt
- Paisaje cerca de Weimar, 1886, Museo Schäfer, Schweinfurt
- Camino a Nieder-Grunstedt, 1886, Museo del Castillo, Weimar
- Niños y hombres pescando en Warnow, 1886, Museo del Castillo, Weimar
- Paisaje de aldea cerca de Weimar, 1888, Museo de la ciudad, Erfurt
- Paisaje primaveral temprano cerca de Dachau, 1888, Museum der Stadt, Erfurt
- Paisaje de Dachau, 1888, Museo Universitario de Arte e Historia Cultural, Marburg
- Camino entre campos cosechados cerca de Dachau, alrededor de 1889, Museo Universitario de Arte e Historia Cultural, Marburg
- Principios de invierno cerca de Meissen, 1890, New Masters Picture Gallery, Dresde
- Borde del bosque a principios de la primavera, 1890, New Masters Picture Gallery, Dresde
- Granjas flamencas, 1891, New Masters Picture Gallery, Dresde
- Paisaje primaveral en la frontera belga-holandesa, hacia 1891, Museo Universitario de Arte e Historia Cultural, Marburg
- Luto, motivo de las llanuras flamencas, 1893, New Masters Picture Gallery, Dresde
- Granjas flamencas en la nieve, 1894, Museo Municipal, Chemnitz
- Lavanderas en un canal holandés, hacia 1894, New Masters Picture Gallery, Dresde
- Nieve de marzo, hacia 1895, Museo de Bellas Artes, Leipzig
- First Snow, alrededor de 1895, New Masters Picture Gallery, Dresde
- Grupo denso de árboles en la orilla de un canal holandés, 1896, Berlinische Galerie, Berlín
- Supervisión del canal con sauces, alrededor de 1896, New Masters Picture Gallery, Dresde
- Wiesenweg, alrededor de 1899, New Masters Picture Gallery, Dresde
- Weiden am Bach, 1900, Galería Nacional, Berlín
- Árboles junto al canal holandés a finales de otoño, 1903, Museo Universitario de Arte e Historia Cultural, Marburg
- Escena callejera con fuente en St. Anna, alrededor de 1905, Kunsthalle, Kiel
- Village Street en Holanda, hacia 1905, New Masters Picture Gallery, Dresde
- Vista de Sluis, c. 1906, New Masters Picture Gallery, Dresde
- Paisaje primaveral, alrededor de 1906, Museo Universitario de Arte e Historia Cultural, Marburg
- Paisaje primaveral en Bélgica, 1906, Museo Universitario de Arte e Historia Cultural, Marburg
- Sol de otoño, 1905, Museo de Arte de Gelsenkirchen
- A la salida del pueblo, alrededor de 1906, City Gallery en Lenbachhaus, Múnich
- Paisaje toscano en primavera, alrededor de 1912, Folkwang-Museum, Essen
- Paisaje toscano en primavera, alrededor de 1912, Museo Universitario de Arte e Historia Cultural, Marburg
- Colina con granja en S. Gimignano, Museo Universitario de Arte e Historia Cultural, Marburg
- Paisaje de canales holandeses, Museo Universitario de Arte e Historia Cultural, Marburg
- Vasto paisaje toscano, Kunsthalle, Hamburgo
- Vista de San Gimignano, Museo Estatal de Baja Sajonia, Hannover

## Alumnos
- Heinrich Dersch (1889–1967)